# Рыцарь нашего времени
Рыцарь нашего времени — неоконченный роман Николая Михайловича Карамзина, опубликованный в 1802—1803 годах, то есть в самом конце его работы в качестве беллетриста.
Роман публиковался в трёх номерах журнала «Вестник Европы», причём начальные главы датируются 1799 годом, а заключительные — 1803 годом. Во вступлении автор характеризует произведение как «романическую историю одного моего приятеля».
Тринадцать коротких глав романа рассказывают о ранних годах жизни Леона, чувствительного и нежного мальчика. По признанию самого Карамзина, роман «основан на воспоминаниях молодости, которыми автор занимался во время душевной и телесной болезни».
Биограф Карамзина А. В. Старчевский в 1849 году отмечал, что роман написан под влиянием «Исповеди» Руссо.
Н. Н. Булич в биографическом очерке о Карамзине, опубликованном в 1866 году, писал:

 Если, как обыкновенно говорят биографы Карамзина, считать неоконченную повесть его «Рыцарь нашего времени» за его поэтическую автобиографию, по его собственным словам основанную на «воспоминаниях его молодости», то несмотря на ея чувствительный или сентиментальный характер, общий всем повестям Карамзина, мы можем найти в ней действительные воспоминания первых отроческих лет Карамзина. Первые детские годы Карамзина, как и Леона в «Рыцаре нашего времени» прошли в симбирской деревне, «на луговой стороне Волги, там, где впадает в неё прозрачная Свияга», в родовом гнезде, «где родился прадед, дед, отец Леонов». Может быть в отце и матери романтического героя можно узнать родителей Карамзина.
Юрий Лотман писал, что в «Рыцаре нашего времени» Карамзин «исходит из идеи доброго ребёнка, воплощающего в себе прекрасные возможности человека».
Исследователи отмечают, что название и мотивы карамзинского произведения отразились на «Герое нашего времени» Михаила Лермонтова. Первым сопоставил два романа ещё Пётр Плетнёв в рецензии на лермонтовский роман в «Современнике».